# 乳房外ページェット病
乳房外ページェット病（にゅうぼうがいページェットびょう、Paget disease affecting scrotum and Penis）。もともと英国の外科医ジェームズ・ページェットがページェット氏病という疾患を報告していた。当時、基本的にページェット氏病は乳房の疾患のみで、それ以外の部位に生じた同様の細胞による疾患は、アポクリン腺起源の陰茎癌・外陰癌として扱われていた。1889年、CrockerがPaget's disease affecting scrotum and Penisという陰茎に同様な細胞による疾患にページェット病の名前を冠して発表したのが陰茎ページェット病のという用語の最初である。狭義のページェット病（乳房）とは区別される。腫瘍細胞の起源については未だ確定されていないが、表皮から発生し、アポクリン汗腺への分化を示す腫瘍とも考えられている。表皮内に限局している場合には予後は良いが、ときに下床に浸潤癌を合併し、その場合は予後がきわめて不良である。

## 疫学
上田英一郎らの報告では近年本症の増加が認められており、これは高齢化、または本症の啓発が進んだためと考えられる。
性別では石原和之は約2.3倍で男性に多いと報告している。しかし、Grahamらの欧米における報告では、逆に女性優位とされている。
初診時年齢はいずれの報告も60歳代に多くみられる。初診までの期間の平均値は鶴岡らの4.1年、稲葉らの4.1年の報告がある。鶴岡らは本症が初期に自覚症状が軽微で比較的気付きにくい部位に発生するという患者側の側面と、湿疹や真菌症と誤診しやすい診療側の側面が重なり合った結果、受診が遅れると述べている。
発生部位では外陰部発生（鼠径、陰嚢、陰茎、恥丘、陰唇など）がそのほとんどを占める。石原らの全国アンケートでは82.3%を示しており、鶴岡らは96.0%、稲葉らは97.9%が外陰部に病変をみている。ほか腋下、肛門周囲にもみられる。

## 症状
紅斑、褐色斑または脱色素斑がみられる。ときに腫瘤形成、びらん、潰瘍形成もある。腫瘤形成をみたものの多くにリンパ節転移を認める。

## 組織学的所見
組織学的に上皮内（表皮内および皮膚付属器）の腫瘍細胞の分布形式は森らの報告では胞巣形成型が多く、腫瘍細胞の真皮内浸潤頻度は、25%から46.2%と報告者によって異なりおおむね30%とされている。さらに所属リンパ節転移は10%程度とみられている。

## 多臓器合併
林原らによれば本症での他臓器癌の合併は14.7%と高頻度である。また、乳房外ページェット病と他臓器癌の同時併発例と乳房外ページェット病診断後に他臓器癌が発生したものが約77%にも及ぶことを指摘し、乳房外ページェット病診断後も他臓器癌発症に対する注意および検索が必要であると述べている。上田らは血清CEA高値は予後危険因子であると報告しており（p<0.05）、高値群の治療には十分な注意が必要と思われた。

## 治療法
治療方法の第一選択は根治的広範囲切除手術である。上皮内に病巣が限局している場合にリンパ節転移の報告はみられないので、単純外陰切除が行われているが、本症では病巣周囲の肉眼的に正常にみえる皮膚にもページェット細胞が浸潤していることが少なくないとされ、原則として皮疹境界から3cm離して拡大切除術が行われる。マッピングバイオプシーを併用し、健常部との境界を確認する事で切除範囲の縮小を図れる。深さは組織学的腫瘍細胞の浸潤の程度、ことに皮膚付属器の上皮内を深部へ進展していることから、脂肪層中層から筋膜直上での切除が必要となる。リンパ節郭清は原発が浸潤癌で、かつリンパ節転移のある症例が原則として適応となるが、予後に影響しないとの報告もあり、定まっていない。本症例は高齢者に好発するので全身状態、合併症、浸潤の度合、発生部位などから根治的治療を行えない場合も多い。手術適応外および手術拒否の症例などで保存的療法を施行する場合には主に電子線照射を中心に放射線療法が行われる。−般に放射線療法、凍結手術などは、毛包、汗腺組織内の腫瘍細胞を完全に除去できず再発率が高いと報告されているが種々の余病を持つ高齢者においては保存的な治療として放射線療法は有用と考えられる。

## 予後
乳房外ページェット病の予後に関しては表皮内に限局する表在性病巣のみの場合は予後良好であるが、浸潤癌や他臓器癌の併発例の予後はきわめて不良である。放射線治療や化学療法を受けても予後に差はなく、とくに陰核に病変が及んでいる例では非常に悪いため、積極的な治療が必要とされている。乳房外ページェット病全体の5年生存率は77.1%、84.5%との報告があり、全体としては比較的予後は良いといえる。死亡例はほとんど下床浸潤癌であった。本腫瘍は組織学的に腫瘍細胞の広がりと深さを検索し、適切な治療を行えば上皮内癌の場合は予後良好と考えられるが、下床浸潤癌の場合は予後不良なことが多く、充分な集学的治療が必要である。